# La Paternal
La Paternal es un barrio situado en la parte centro-noroeste de la Ciudad Autónoma de Buenos Aires. Fue fundado en 1904 mediante un decreto nacional.
Su nombre se debió, para algunos, al pedido de una Sociedad de Seguros "La Paternal", que era dueña de numerosos terrenos de la zona, donde construyó numerosas casas para obreros. Otros opinan que el nombre le fue dado por una pulpería, conocida porque en ella paraban las carretas que iban a Luján pasando por el "camino a Moreno". 
Se encuentra en el barrio la sede social de la Asociación Atlética Argentinos Juniors, club de fútbol centenario y campeón de América que milita en la Primera División Argentina.
Más allá de los límites oficiales establecidos, al igual que lo que sucede en varios barrios de la ciudad, La Paternal se extiende en el imaginario de los propios habitantes algunas manzanas más allá de sus fronteras, siendo por ejemplo claro el sentimiento de identificación en Villa General Mitre o la zona de Av. San Martín y Av. Juan B. Justo. El guitarrista Norberto Pappo Napolitano, el Carpo de La Paternal, por ejemplo siempre fue vecino de Villa General Mitre,[cita requerida] Artigas y Camarones.
La nueva Ley de Comunas de la Ciudad de Buenos Aires ubica a estos dos barrios (La Paternal y Villa General Mitre) en comunas diferentes.

## Ubicación geográfica
El vecindario se ubica en el centro de la metrópolis porteña. Está comprendido por las calles Chorroarín, Av. del Campo, Av. Garmendia, Warnes, Paysandú, Av. San Martín, Álvarez Jonte, Gavilán, Arregui y Av. San Martín.
Limita con los barrios de Villa Ortúzar al norte, Chacarita al noreste, Villa Crespo al este, Caballito al sudeste, Villa General Mitre al sur, Villa del Parque al oeste y con Agronomía y Parque Chas al noroeste.

## Características
Al ser La Paternal fundamentalmente un barrio residencial, predominan las casas, concentrándose los centros comerciales en la principal calle (Avenida San Martín).
A pesar de ser su ubicación exacta en el barrio de Villa General Mitre, tradicionalmente se ha considerado La Paternal sede del equipo de fútbol Argentinos Juniors, en donde Diego Maradona dio sus primeros pasos en la primera división argentina. El estadio que alberga al club (reinaugurado a finales del año 2003) lleva el nombre del popular jugador.
La comunidad de La Paternal tradicionalmente distingue tres sectores del barrio: La Paternal propiamente dicha, a la vera de la Av San Martín; "La Isla", espacio delimitado por las vías de los ferrocarriles San Martín y Urquiza, por el Cementerio de Chacarita y por el parque de la Facultad de Agronomía y Veterinaria, y su nombre es debido a su parcial aislamiento del resto del barrio; y por último, Paternal Norte, entre el Ferrocarril Urquiza y el límite con los barrios de Parque Chas y Villa Ortúzar.
Dentro del sector comprendido por "La Isla" se encuentra el parque homónimo, que aún no recibió nombre oficial, y que corresponde al espacio en donde se encontraba el Albergue Warnes, que originalmente era un proyecto para un mega hospital de niños impulsado por Juan Domingo Perón y cuya construcción se vio interrumpida por la Revolución Libertadora. Tras el cese de las obras, numerosas familias pobres usurparon la construcción, viviendo en condiciones muy precarias hasta que en 1991, el entonces intendente Carlos Grosso ordenó la reubicación de las familias y la demolición del predio, a la cual asistieron 50 000 personas. Hoy en día el predio está dividido por la calle Joaquín Zabala, y se construyeron dos hipermercados (Carrefour e Easy) y la Escuela Media Federico García Lorca
En el sector de La Paternal se encuentran tres instituciones que tienen casi la misma antigüedad que el barrio. La "Biblioteca Popular Juan María Becciú" que funciona en el Pasaje Granada 1660, fundada en 1915. 
La ex clínica "Liga Israelita Argentina de lucha contra la Tuberculosis" ubicada en Fragata Sarmiento 2152, fundada en 1916, quebró en el 2006.
El Cine Teatro Taricco que funcionaba en Av. San Martín 2377, fundado en 1920, actualmente abandonado. Los vecinos nucleados en el "Grupo Taricco espacio cultural" están intentando su recuperación mediante proyectos en la Legislatura Porteña.
La Paternal junto con Villa Crespo, Chacarita, Villa Ortúzar, Parque Chas y Agronomía conforman la comuna 15. Entre los principales problemas urbanos del barrio se encuentran la inseguridad, ocupaciones ilegales, construcción desenfrenada e inundaciones.

## Lugares principales

### Deporte
- Complejo Polideportivo "Las Malvinas", del Club Argentinos Juniors
- Club La Paternal
- Estadio Diego Armando Maradona (Ubicado en el barrio de Villa General Mitre)
- Club Social y Deportivo Añasco
- Asociación Vecinal Círculo La Paternal
- Club Social y Deportivo Raulies

### Educación
- Colegio Claret (Ubicado en el barrio de Villa General Mitre)
- Escuela Fray Justo Santa María de Oro (Ubicada en el barrio de Villa General Mitre)
- Escuela Alfredo L. Palacios (Ubicada en el barrio de Villa General Mitre)
- Escuela Francisco Beiro (Ubicada en el barrio de Villa del Parque)
- Escuela N.º 18 D.E 7 "Comodoro Clodomiro Urtubey" (Ubicada en el barrio de Villa General Mitre)
- Escuela Provincia de Mendoza
- Escuela República de Honduras
- Escuela República del Ecuador
- Escuela EEM N.º 24 D.E. 14 "Dalmacio Vélez Sarsfield"
- Escuela EMEM N.º 1 D.E. 14 "Federico García Lorca"
- Escuela Tel Aviv
- Escuela de comercio Nª 20 "Juan Agustín García"
- Escuela Fishbach (Ubicado en el barrio de Villa General Mitre)
- CBC de la UBA, sede Paternal (Ubicado en el barrio de Agronomía)
- Escuela N.º 23 D.E 14 "Alfredo R. Bufano"
- Escuela de comercio N.º 17 "Santa María de las Buenos Aires" (Ubicada en el barrio de Villa General Mitre)
- Escuela de Jornada Completa N.º 13 D.E. 14 "Provincia del Neuquén"

### Hospitales
- Hospital Pedro Lagleyze (Oftalmología) (Ubicado en el barrio de Villa General Mitre)
- Hospital Torcuato de Alvear (Psiquiatría)
- Cesac ex Liga Israelita Argentina

### Instituciones
- Centro de Gestión y Participación Comunal N.° 15
- Centro Cultural Resurgimiento
- Biblioteca Popular Becciú
- Cine Teatro Taricco